# Klooster Tabor
Het Klooster Tabor buiten Mechelen (ook: Klooster Thabor) is een voormalig klooster in de stad Mechelen, gelegen aan de huidige Guido Gezellelaan.
Het klooster werd gesticht in 1459 door de reguliere kanunnikessen van de Congregatie van Windesheim. In 1572 werd het klooster verwoest door de beeldenstormers. In 1578 verordonneerde het -toen Calvinistische- stadsbestuur om de gebouwen geheel te slopen. In 1584 werd Mechelen weer heroverd door de Spaansgezinden. De zusters stichtten in 1585 een nieuw klooster in Mechelen, binnen de stadsmuren, nabij de huidige Thaborstraat. Dit klooster werd in 1783 opgeheven op last van het Oostenrijks bewind. In 1844 werd er een school gesticht op de plaats van het klooster.